# Mentha aquatica
La menta d'acqua (nome scientifico Mentha aquatica L., 1753) è una pianta perenne della famiglia delle Lamiaceae.

## Etimologia
Il nome generico (Mentha) per una pianta è stato usato per la prima volta da Gaio Plinio Secondo (Como, 23 – Stabiae, 25 agosto 79]), scrittore, ammiraglio e naturalista romano, e deriva dal nome greco "Mintha" di una ninfa dei fiumi sfortunata, figlia del dio Cocito (ma è anche un fiume mitologico), che è stata trasformata in un'erba da Persefone perché amante di Dite. L'epiteto specifico (aquatica) indica un habitat acquatico.
Il nome scientifico della specie è stato definito da Linneo (1707 – 1778), conosciuto anche come Carl von Linné, biologo e scrittore svedese considerato il padre della moderna classificazione scientifica degli organismi viventi, nella pubblicazione "Species Plantarum - 2: 576" del 1753.

## Descrizione

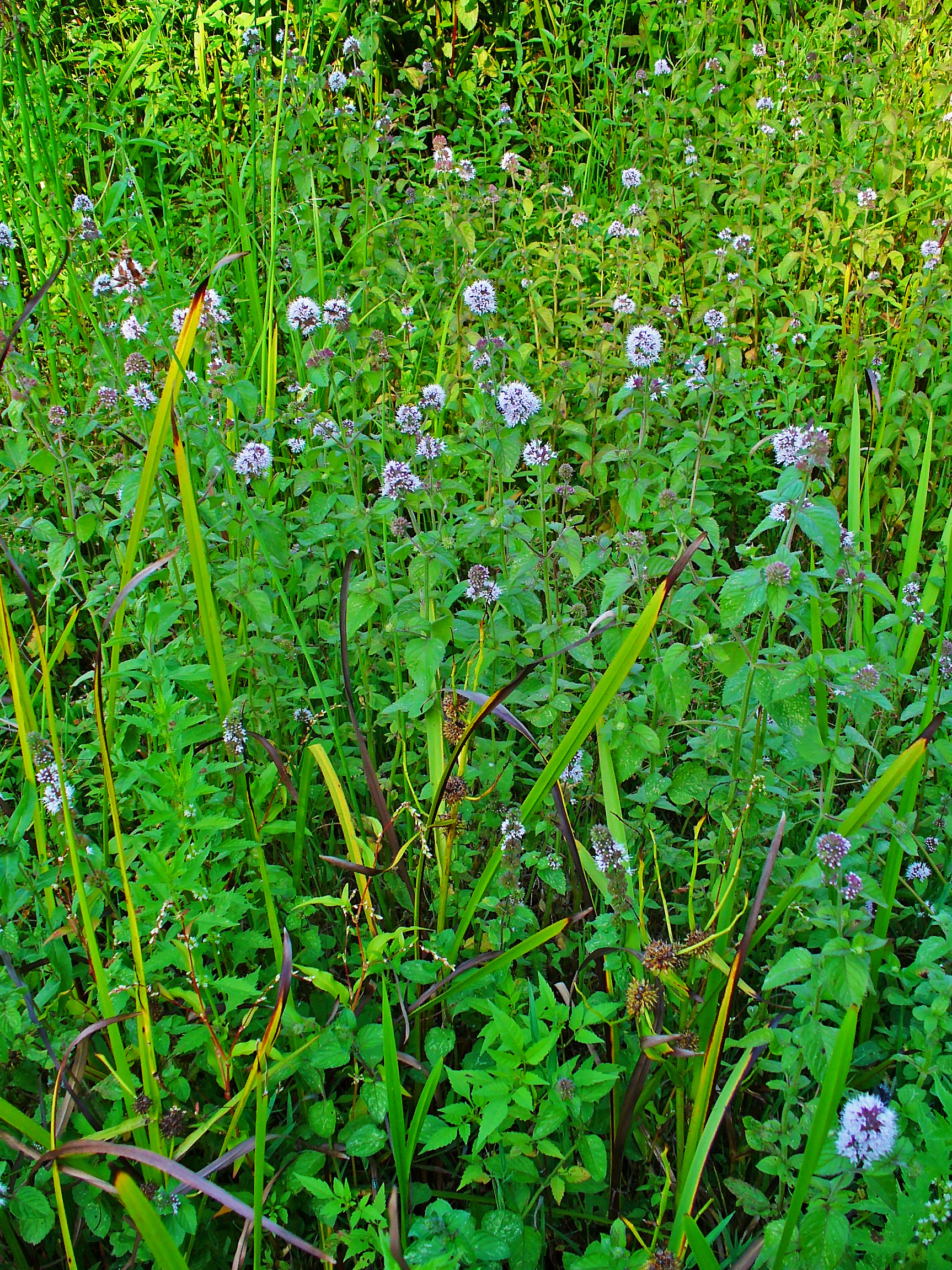
Il portamento

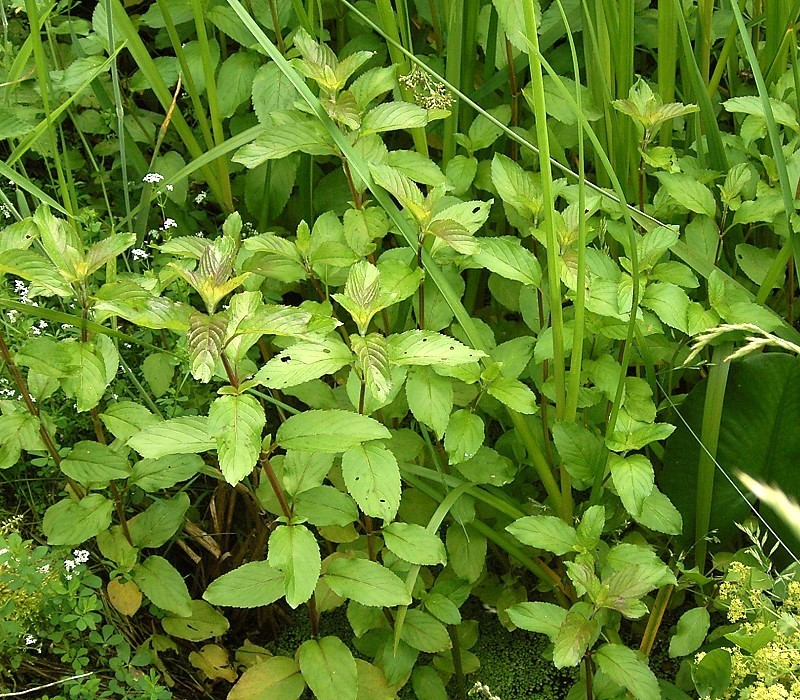
Le foglie

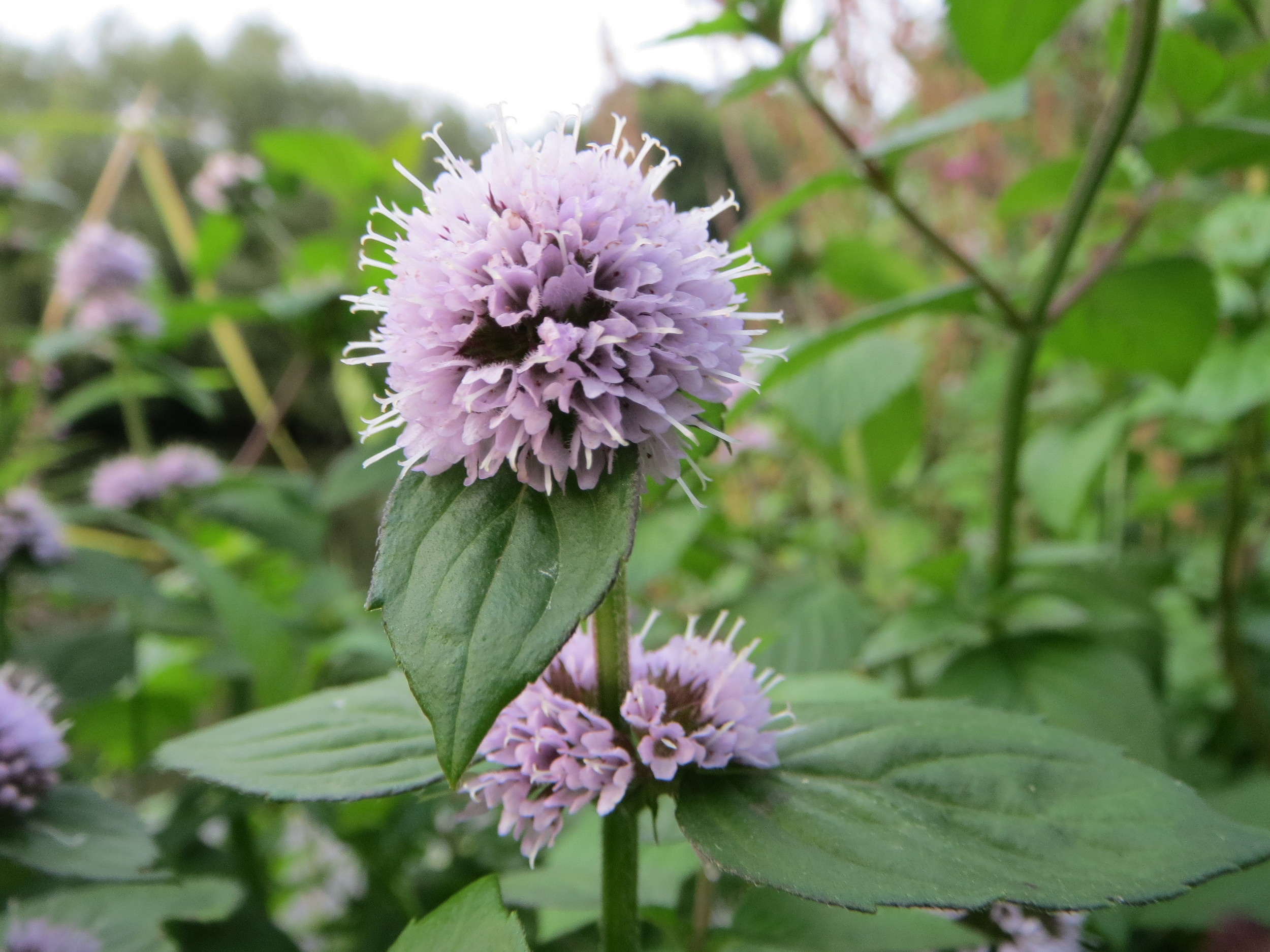
Infiorescenza

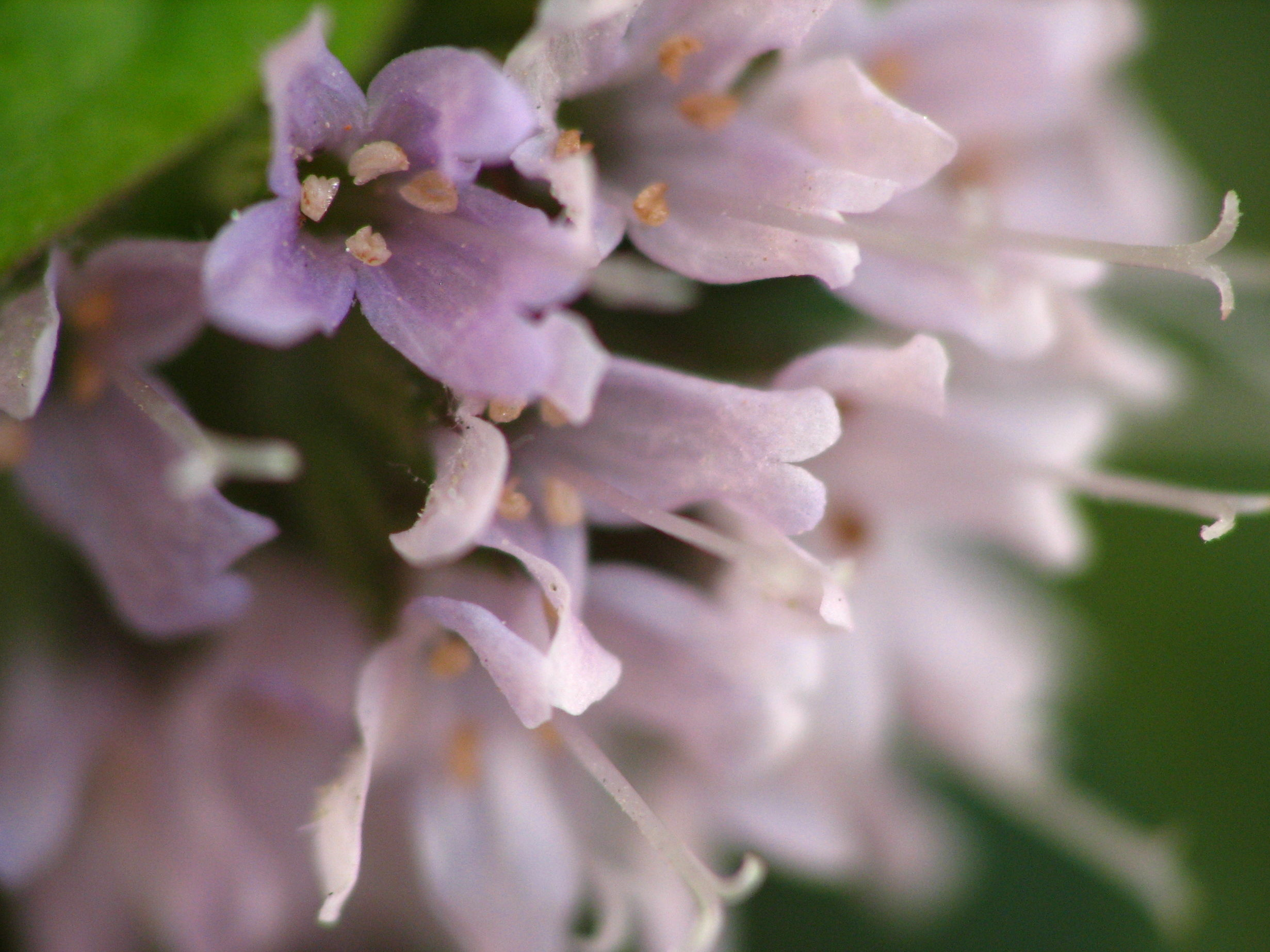
I fiori

Queste piante arrivano ad una altezza di 15 – 50 cm (massimo 90 cm). La forma biologica è emicriptofita scaposa (H scap), ossia in generale sono piante erbacee, a ciclo biologico perenne, con gemme svernanti al livello del suolo e protette dalla lettiera o dalla neve e sono dotate di un asse fiorale eretto e spesso privo di foglie. Tutta la pianta è fortemente aromatica (odore gradevole di menta), ma con sfumature anche significative tra specie e specie. Le sostanze aromatiche (oli eterei) sono contenute all'interno di peli ghiandolari..

### Radici
Le radici sono secondarie da rizoma; inoltre l'apparato radicale è strisciante.

### Fusto
- Parte ipogea: la parte sotterranea è un rizoma ramificato.
- Parte epigea: la parte aerea del fusto è ascendente con colorazioni arrossate e superficie più o meno pubescente. Il fusto ha una sezione quadrangolare a causa della presenza di fasci di collenchima posti nei quattro vertici, mentre le quattro facce sono concave.

### Foglie
Le foglie sono picciolate e sono disposte in verticilli alternati a 2 a 2 in modo opposto. La lamina ha delle forme da ovali a lanceolate con apice acuto e bordi seghettati. Le stipole sono assenti. Dimensione delle foglie: larghezza 1 – 4 cm; lunghezza 2 – 6 cm; raramente fino a 9 cm. Lunghezza del picciolo: 4 – 9 mm.

### Infiorescenza
Le infiorescenze, posizionate all'apice del fusto, sono formate da numerosi fiori raccolti in una testa emisferica non sottesa da una coppia foglie. Nelle piante di maggiori dimensioni sono presenti anche dei verticillastri floreali (1 -3) minori sottostanti. Diametro dell'infiorescenza: 2 cm.

### Fiore
I fiori sono ermafroditi, zigomorfi, tetrameri (4-ciclici), ossia con quattro verticilli (calice – corolla – androceo – gineceo) e pentameri (5-meri: la corolla e il calice - il perianzio - sono a 5 parti). I fiori sono proterandri (protezione contro l'autoimpollinazione). Lunghezza del fiore: 5 – 7 mm.
- Formula fiorale. Per la famiglia di queste piante viene indicata la seguente formula fiorale:

X, K (5), [C (2+3), A 2+2] G (2), (supero), drupa, 4 nucule
- Calice: il calice del fiore, persistente, è del tipo gamosepalo e più o meno attinomorfo con forme cilindrico-tubolari e terminate con 4/5 denti triangolari-acuti. La superficie del calice, pubescente, è percorsa da una decina di nervature longitudinali. Le fauci sono più o meno villose. Lunghezza del calice: 3 – 4 mm.
- Corolla: la corolla, gamopetala, è a simmetria sublabiata (da zigomorfa a più o meno attinomorfa) terminante con 4 lobi (due petali sono fusi in un solo lobo) patenti e poco distinguibili uno dall'altro (i lobi posteriori sono più ampi) con bordi smarginati. Il tubo è subcilindrico (non gibboso) e buona parte di esso è ricoperto dal calice. La superficie è pelosa. Il colore è roseo o violetto.
- Androceo: gli stami sono quattro (manca il mediano, il quinto) didinami con il paio anteriore più lungo, sono visibili e molto sporgenti; gli stami sono tutti fertili. I filamenti sono glabri (e nudi). Le antere, oscillanti, hanno forme da ellissoidi a ovato-oblunghe, mentre le teche si presentano parallele e distinte. I granuli pollinici sono del tipo tricolpato o esacolpato.
- Gineceo: l'ovario è supero formato da due carpelli saldati (ovario bicarpellare) ed è 4-loculare per la presenza di falsi setti divisori all'interno dei due carpelli. La placentazione è assile. Gli ovuli sono 4 (uno per ogni presunto loculo), hanno un tegumento e sono tenuinucellati (con la nocella, stadio primordiale dell'ovulo, ridotta a poche cellule).[16] Lo stilo inserito alla base dell'ovario (stilo ginobasico) è del tipo filiforme. Lo stigma è bifido con corti lobi subuguali. Il nettario è un disco più o meno simmetrico alla base dell'ovario ed è ricco di nettare.
- Fioritura: fiorisce nel periodo che va da giugno a ottobre.

### Frutti
Il frutto è uno schizocarpo composto da 4 nucule con forme da ovoidi a cilindroidi con la superficie da liscia a rugosa. La deiscenza è basale o laterale.

## Riproduzione
- Impollinazione: l'impollinazione avviene tramite insetti tipo ditteri e imenotteri, raramente lepidotteri (impollinazione entomogama).[10][17] Probabilmente sono i ditteri i maggiori impollinatori di questa pianta in quanto sono insetti che con maggiore insistenza si aggirano per le stazioni ricche di acqua, zone preferite da queste piante.[2]
- Riproduzione: la fecondazione avviene fondamentalmente tramite l'impollinazione dei fiori (vedi sopra).
- Dispersione: i semi cadendo a terra (dopo essere stati trasportati per alcuni metri dal vento – disseminazione anemocora) sono successivamente dispersi soprattutto da insetti tipo formiche (disseminazione mirmecoria). I semi hanno una appendice oleosa (elaisomi, sostanze ricche di grassi, proteine e zuccheri) che attrae le formiche durante i loro spostamenti alla ricerca di cibo.[18]

## Distribuzione e habitat

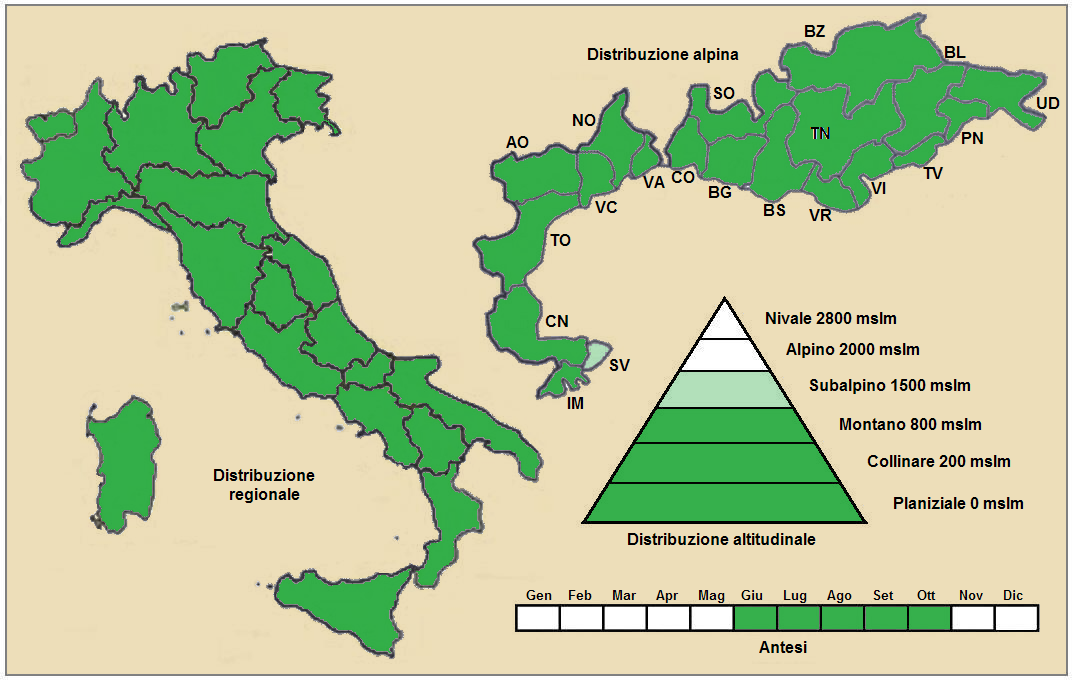
Distribuzione della pianta
(Distribuzione regionale – Distribuzione alpina)

- Geoelemento: il tipo corologico (area di origine) è Eurasiatico / Paleotemperato divenuto Subcosmopolita.
- Distribuzione: in Italia è una pianta comune su tutto il territorio compreso l'arco alpino. Sugli altri rilievi europei collegati alle Alpi si trova nella Foresta Nera, Vosgi, Massiccio del Giura, Massiccio Centrale, Pirenei, Monti Balcani e Carpazi.[20] In Europa è ovunque comune (un po' meno in Russia). Nell'area del Mediterraneo si trova nell'Anatolia, Transcaucasia, nell'Asia mediterranea e nell'Africa settentrionale (escluso l'Egitto).[21]
- Habitat: l'habitat tipico per questa pianta sono le sponde dei torrenti e dei fiumi, la vicinanza di piscine, dighe, fossi, canali, ma predilige anche prati umidi, paludi e acquitrini[15]. Il substrato preferito è calcareo ma anche siliceo con pH neutro, medi valori nutrizionali del terreno che deve essere bagnato.[20]
- Distribuzione altitudinale: sui rilievi queste piante si possono trovare fino a 1200 m s.l.m.; frequentano quindi i seguenti piani vegetazionali: collinare, montano e in parte quello subalpino (oltre a quello planiziale – a livello del mare).

### Fitosociologia

#### Areale alpino
Dal punto di vista fitosociologico alpino Mentha aquatica appartiene alla seguente comunità vegetale:
- Formazione: delle comunità delle megaforbie acquatiche.

- Classe: Phragmito-Magnocaricetea

#### Areale italiano
Per l'areale completo italiano Mentha aquatica appartiene tra le altre alla seguente comunità vegetale:
- Macrotipologia: vegetazione anfibia di fiumi, sorgenti e paludi.

- Classe: Phragmito australis-magnocaricetea elatae Klika in Klika & Novák 1941

- Ordine: Phragmitetalia australis Koch 1926

- Alleanza: Phragmition communis Koch 1926

- Suballeanza: Phragmitenion communis Rivas-Martínez in Rivas-Martínez, Costa, Castroviejo & E. Valdés 1980

Descrizione: la suballeanza Phragmitenion communis è relativa a vegetazione costituita da graminacee alte, sensibili ai periodi di emersione e comprende tutte le associazioni che sono strettamente legate ad ambienti di acqua dolce, distinguendosi quindi da altre suballeanza come Scirpenion maritimi relative a comunità di ambienti salmastri. Questa associazione è potenzialmente distribuita su tutto il territorio italiano. Inoltre è caratterizzata da una certa ricchezza floristica, ma sono presenti anche popolamenti monospecifici, caratterizzati da individui che si riproducono per via vegetativa. Le cenosi del Phragmiteni communis colonizzano le aree marginali dei sistemi di acqua dolce italiani; sono quindi tipici delle zone prossime alla costa dei laghi, alle rive dei fiumi e delle aree umide ad essi limitrofi.
Specie presenti nell'associazione:  Lythrum salicaria, Lycopus europaeus, Calystegia sepium, Agrostis stolonifera, Bidens frondosa, Bidens tripartita,
Schoenoplectus lacustris, Alisma plantago-aquatica, Veronica anagallis-aquatica, Sparganium erectum, Typha latifolia, Phalaris arundinacea, Glyceria maxima.
Altre alleanze per questa specie sono:
- All. Eleocharition acicularis Pietsch 1967
- All. Phragmition communis Koch 1926
- Suball. Scirpenion maritimi Rivas-Martínez, Costa, Castroviejo & E. Valdés 1980
- All. Caricion gracilis Neuhäusl 1959
- Suball. Juncenion maritimi Géhu & Biondi ex Géhu in Bardat, Bioret, Botineau, Boullet, Delpech, Géhu, Haury, Lacoste, Rameau, Royer, Roux & Touffet 2004
- All. Batrachion fluitantis Neuhäusl 1959
- Suball. Thlaspienion stylosi Avena & Bruno 1975
- All.Adenostylion alpinae Castelli et al. ex Castelli, Biondi & Ballelli in Biondi, Allegrezza, Casavecchia, Galdenzi, Gasparri, Pesaresi, Vagge & Blasi 2014
- Suball. Hypochoerenion achyrophori Biondi & Guerra 2008
- Suball. Ononidenion ornithopodioides  Biondi & Guerra 2008
- Suball. Cerastio arvensis-Cynosurenion cristati Blasi, Tilia, Rosati, Del Vico, Copiz, Ciaschetti, Burrascano 2012
- Suball. Trifolio resupinati-Cynosurenion cristati Blasi, Tilia, Rosati, Del Vico, Copiz, Ciaschetti, Burrascano 2012
- Suball. Danthonio decumbentis-Caricenion insularis Farris, Secchi, Rosati &Filigheddu 2013
- All. Imperato cylindricae-Erianthion ravennae Br.-Bl. & O. Bolòs 1958
- All. Potentillion anserinae Tüxen 1947
- Suball. Berberidenion vulgaris Géhu, Foucault & Delelis-Dussolier 1983
- All. Osmundo regalis-Alnion glutinosae (Br.-Bl., P. Silva & Rozeira 1956) Dierschke & Rivas-Martínez in Rivas-Martínez 1975
- Suball. Hyperico hircini-Alnenion glutinosae Dierschke 1975
- Suball. Ulmenion minoris  Oberd. 1953
- Suball. Lathyro veneti-Fagenion sylvaticae Zitti, Casavecchia, Pesaresi, Taffetani & Biondi 2014
- Suball. Ostryo carpinifoliae-Tilienion platyphylli Košir, Carni & Di Pietro 2008
- Suball. Lonicero caprifoliae-Carpinenion betuli Vukelic in Marincek 1994
- Suball. Pulmonario apenninae-Carpinenion betuli Biondi, Casavecchia, Pinzi, Allegrezza & Baldoni ex Biondi, Casavecchia, Pinzi, Allegrezza & Baldoni in Biondi, Allegrezza, Casavecchia, Galdenzi, Gigante & Pesaresi 2013
- Suball. Roso serafinii-Juniperenion nanae Brullo, Giusso del Galdo & Guarino 2001
- All. Epipactido atropurpureae-Pinion mugo Stanisci 1997
- Suball. Piceenion excelsae Pawlowski in Pawlowski, Sokolowski & Wallisch 1928
- Suball. Chrysanthemo rotundifoliae-Piceenion (Krajina 1933) Aeschimann et al. 2004

## Tassonomia
La famiglia di appartenenza del genere (Lamiaceae), molto numerosa con circa 250 generi e quasi 7000 specie, ha il principale centro di differenziazione nel bacino del Mediterraneo e sono piante per lo più xerofile (in Brasile sono presenti anche specie arboree). Per la presenza di sostanze aromatiche, molte specie di questa famiglia sono usate in cucina come condimento, in profumeria, liquoreria e farmacia. La famiglia è suddivisa in 7 sottofamiglie: il genere Mentha è descritto nella tribù Mentheae (sottotribù Menthinae) che appartiene alla sottofamiglia Nepetoideae.
All'interno del genere, relativamente alle specie della flora spontanea italiana, la Mentha aquatica è descritta all'interno della sezione Capitatae caratterizzata da un calice quasi regolare, una corolla non gibbosa (con calice e corolla entrambi pelosi) e infiorescenze formate da verticillastri a forma di capolini.
Il numero cromosomico di M. aquatica è: 2n = 96.

### Variabilità, sottospecie e ibridi
La specie Mentha aquatica è polimorfa e ibridogena. Sandro Pignatti nella "Flora d'Italia" per il territorio italiano descrive una decina di varietà tra sottospecie, ibridi e subibridi non sempre riconosciuti da altre checklist. Lo schema seguente utilizza in parte il sistema delle chiavi analitiche per descrivere alcune di queste varietà presenti sul territorio italiano.
- Gruppo 1A: (specie Mentha aquatica non ibridata) i fiori sono raccolti in una testa emisferica principale (in posizione apicale) e in alcuni verticilli sottostanti di minori dimensioni;

- Gruppo 2A: la lamina delle foglie è largamente ovata (1,2 - 2 volte più lunga che larga) con base tronca;

- Mentha aquatica subsp. aquatica: è la stirpe più comune.

- Gruppo 2B: la lamina delle foglie è lanceolata (2 - 3 volte più lunga che larga) con base acuta;

- Mentha aquatica subsp. ortmanniana (Opiz.) Lemke: è una sottospecie rara. Distribuzione: Alpi Orobiche e Pianura Padana.

- Gruppo 1B: (ibridi esistenti solamente allo stato coltivato con la specie Mentha spicata) i fiori sono raccolti in una spiga abbastanza larga, formata da più verticilli riuniti e altri (1 - 2) più o meno distanti;

- Gruppo 3A: le piante sono quasi glabre, ossia sono pelose solamente sugli angoli del fusto e sui nervi della pagina inferiore delle foglie; la base del calice è glabra;

- Mentha x piperita L., 1753 subhyb. piperita (Ibrido tra Mentha aquatica e Mentha spicata subsp. glabrata): la lamina delle foglie è ovale più o meno larga (almeno sul fusto principale) con apice spesso acuto. Queste forme sono coltivate nell'Italia Settentrionale e Centrale.
- Mentha x piperita L., 1753 subhyb. citrata Ehrh. (Ibrido tra Mentha aquatica e Mentha aquatica subsp. ortmanniana): la lamina delle foglie è larga con apice ottuso; l'infiorescenza è ridotta ad un glomerulo più o meno sferico su tutti i fusti della pianta.

- Gruppo 3B: le piante di questo gruppo sono molto villose specialmente nella parte superiore; la superficie del calice è villosa;

- Gruppo 4A: i peli sono solamente quelli di tipo semplice;

- Mentha x dumetorum Schultes, 1809 (Ibrido tra Mentha aquatica e Mentha longifolia): è un ibrido raro. Distribuzione: Italia Settentrionale e Appennini fino alla Basilicata. Di questa entità si conoscono diversi "notomorfi" (ibridi ben definiti morfologicamente i cui caratteri sono fissati e trasmessi per via vegetativa).

- Gruppo 4B: i peli, a volte poco numerosi e difficili da individuare, sono sia semplici che ramificati e si trovano sulla pagina inferiore delle foglie;

- Gruppo 5A: la lamina delle foglie è largamente ovale (1,2 - 1,8 volte più lunga che larga), arrotondata o più o meno cuoriforme alla base;

- Mentha x maximilianea F.W. Schulz, 1854 (Ibrido tra Mentha aquatica e Mentha suaveolens): è un ibrido raro. Distribuzione: Liguria, Penisola e Sicilia. Di questa entità si conoscono diversi "notomorfi" (ibridi ben definiti morfologicamente i cui caratteri sono fissati e trasmessi per via vegetativa).

- Gruppo 5B: la lamina delle foglie varia da lanceolata a ovale-ellittica (1,8 - 3 volte più lunga che larga), da arrotondata fino a cuneata alla base;

- Gruppo 6A: le foglie sono larghe 2 - 4 cm; il picciolo è lungo 3 - 12 mm;

- Mentha x piperita L., 1753 subhyb. nepetoides Lej. (Ibrido tra Mentha aquatica e Mentha spicata subsp. spicata): è molto simile a Mentha x dumetorum. Di questa entità si conoscono diversi "notomorfi" (ibridi ben definiti morfologicamente i cui caratteri sono fissati e trasmessi per via vegetativa).

- Gruppo 6B: le foglie sono minori; il picciolo è lungo 2 - 4 mm;

- Mentha x pyramidalis Ten. (Ibrido tra Mentha aquatica e Mentha microphylla[1]): è un ibrido raro. Distribuzione: dall'Umbria alla Calabria e Sicilia.

Nota 1: Mentha microphylla è un sinonimo di Mentha spicata; si distingue comunque per le foglie più piccole.

### Filogenesi
Data l'importanza economica di questa pianta e i suoi ibridi, sono stati fatti diversi studi filogenetici soprattutto sull'ibrido M. x piperita ottenuto dalla M. aquatica e M. spicata. M. aquatica è ottoploide (2n = 96), mentre M. spicata è tetraploide (2n = 36 e 48), pertanto 2/3 del pool genetico di M. x piperita deriva da M. aquatica. Le analisi filogenetiche confermano come progenitori di M. x piperita le due specie citate sopra ed hanno dimostrato inoltre che l'ibrido è più vicino alla specie M. aquatica.

### Sinonimi
Questa entità ha avuto nel tempo diverse nomenclature. L'elenco seguente indica alcuni tra i sinonimi più frequenti:
Sinonimi di Mentha aquatica
- Marrubium aquaticum (L.) Uspensky
- Mentha acuta Opiz
- Mentha acutata Opiz
- Mentha affinis Boreau
- Mentha aquatica var. acuta (Opiz) Heinr. Braun
- Mentha aquatica var. acutifolia Cusin
- Mentha aquatica var. aequalifolia Wimm. & Grab.
- Mentha aquatica var. affinis Rouy
- Mentha aquatica var. agenensis Topitz
- Mentha aquatica f. ambigua Pérard
- Mentha aquatica f. aradensis Topitz
- Mentha aquatica var. arguta Lej. ex Briq.
- Mentha aquatica var. attenuata Wimm. & Grab.
- Mentha aquatica subsp. bakeri Briq.
- Mentha aquatica var. barbigera Briq.
- Mentha aquatica var. bicknellii Briq.
- Mentha aquatica f. brachiata Wimm. & Grab.
- Mentha aquatica var. briquetiana Rouy
- Mentha aquatica var. calaminthifolia Vis.
- Mentha aquatica f. cana J.Fraser
- Mentha aquatica var. capitata (Opiz) Briq.
- Mentha aquatica subsp. capitata Fr.
- Mentha aquatica subsp. caput-medusae Trautm. & Urum.
- Mentha aquatica f. caput-medusae (Trautm. & Urum.) Stoj., Stef. & Kitan.
- Mentha aquatica var. carolovicensis Topitz
- Mentha aquatica var. caudata Wimm. & Grab.
- Mentha aquatica var. chaixii Timb.-Lagr.
- Mentha aquatica var. cheitessa Topitz
- Mentha aquatica f. citriodora G.Mey.
- Mentha aquatica var. clinopodiiflora Sennen
- Mentha aquatica var. clinopodiifolia Pancic
- Mentha aquatica var. cordata Prodán
- Mentha aquatica var. crenatodentata (Strail) Heinr.Braun
- Mentha aquatica f. cuneiformis Pérard
- Mentha aquatica var. denticulata (Strail) Heinr.Braun
- Mentha aquatica var. dubia (Chaix ex Vill.) Strail
- Mentha aquatica f. dubia (Chaix ex Vill.) Pérard
- Mentha aquatica var. duriuscula Topitz
- Mentha aquatica f. elegans Wimm. & Grab.
- Mentha aquatica var. ellipticifolia Loret
- Mentha aquatica var. elongata (Pérard) Pérard
- Mentha aquatica f. elongata Pérard
- Mentha aquatica var. eriantha (K.Koch) Nyman
- Mentha aquatica var. eriomastix Briq.
- Mentha aquatica var. erromena Topitz
- Mentha aquatica f. glabrescens Pérard
- Mentha aquatica f. gnaphalifrons Topitz
- Mentha aquatica var. grandidentata (Strail) Briq.
- Mentha aquatica var. grandifolia Sennen
- Mentha aquatica var. hirsuta (Huds.) Huds.
- Mentha aquatica subsp. hirsuta (Huds.) Wimm. & Grab.
- Mentha aquatica f. hirsuta (Huds.) Pérard
- Mentha aquatica var. hypeuria Briq.
- Mentha aquatica f. icmadogena Topitz
- Mentha aquatica f. illensis Topitz
- Mentha aquatica var. incana Boiss.
- Mentha aquatica var. incisoserrata (Strail) Briq.
- Mentha aquatica subsp. lanigera Briq.
- Mentha aquatica f. lasiotricha Topitz
- Mentha aquatica var. latifolia Wimm. & Grab.
- Mentha aquatica f. latiovalis Topitz
- Mentha aquatica var. leptocephala Topitz
- Mentha aquatica var. limnetes Topitz
- Mentha aquatica var. limnobia Briq.
- Mentha aquatica f. limosa (Schur) Topitz
- Mentha aquatica var. litoralis (Hartm.) Westerl.
- Mentha aquatica subsp. litoralis Hartm.
- Mentha aquatica subsp. lloydii (Boreau) Nyman
- Mentha aquatica var. lloydii (Boreau) Gren.
- Mentha aquatica f. lloydii (Boreau) Pérard
- Mentha aquatica f. lobeliana (Becker) Topitz
- Mentha aquatica var. lobeliana (Becker) Briq.
- Mentha aquatica var. lobeliana Becker
- Mentha aquatica var. longipedunculata Sennen
- Mentha aquatica f. luxurians Topitz
- Mentha aquatica f. macrocephalota Topitz
- Mentha aquatica f. macrophylla Topitz
- Mentha aquatica f. maculosa Topitz
- Mentha aquatica var. major Sole
- Mentha aquatica var. major-denticulata Briq.
- Mentha aquatica f. maxima Topitz
- Mentha aquatica f. medaquensis Topitz
- Mentha aquatica var. metabola Briq.
- Mentha aquatica var. microcephala Sennen
- Mentha aquatica var. minor Sole
- Mentha aquatica var. monocephala Wirtg.
- Mentha aquatica var. nemorosa Benth.
- Mentha aquatica var. nicaeensis Briq.
- Mentha aquatica var. oblongifolia Wimm. & Grab.
- Mentha aquatica f. obscura Wimm. & Grab.
- Mentha aquatica var. odorata Fr.
- Mentha aquatica f. opaca Wimm. & Grab.
- Mentha aquatica var. ortmanniana (Opiz) Heinr.Braun ex Briq.
- Mentha aquatica var. ortmanniana (Opiz) Heinr. Braun
- Mentha aquatica var. ortmanniana-major Briq.
- Mentha aquatica f. paniculata Pérard
- Mentha aquatica var. parviflora Wirtg.
- Mentha aquatica var. pauciflora Sennen
- Mentha aquatica var. pedunculata Pers.
- Mentha aquatica f. pedunculata (Pers.) Pérard
- Mentha aquatica f. perlata Topitz
- Mentha aquatica var. plerotricha Topitz
- Mentha aquatica f. plicata Wimm. & Grab.
- Mentha aquatica var. pluridentata Pérard
- Mentha aquatica var. polyanthetica Topitz
- Mentha aquatica f. pontica Topitz
- Mentha aquatica var. pseudopiperita Tausch ex Heinr.Braun
- Mentha aquatica f. pseudopiperita (Tausch ex Heinr.Braun) Topitz
- Mentha aquatica var. psilophylla Topitz
- Mentha aquatica f. purpurea (Host) Pérard
- Mentha aquatica var. purpurea (Host) T.Durand
- Mentha aquatica f. pusilla Pérard
- Mentha aquatica var. pusilla (Pérard) T.Durand
- Mentha aquatica var. pyramidalis Delastre
- Mentha aquatica var. pyrifolia (Heinr.Braun) Topitz
- Mentha aquatica var. rauscheri (Topitz) Topitz
- Mentha aquatica var. riparia Strail
- Mentha aquatica f. riparia (Schreb.) Topitz
- Mentha aquatica f. rubescens Pérard
- Mentha aquatica f. schlinseana Topitz
- Mentha aquatica f. serratula Topitz
- Mentha aquatica f. silesiaca Topitz
- Mentha aquatica var. simplex Wimm. & Grab.
- Mentha aquatica f. slavonica Topitz
- Mentha aquatica f. solida Topitz
- Mentha aquatica var. stagnalis (Topitz) Topitz
- Mentha aquatica var. stenomacra Briq.
- Mentha aquatica f. stoderiana Topitz
- Mentha aquatica var. stricta K.Koch
- Mentha aquatica var. suavifolia Fr.
- Mentha aquatica f. subcordata Pérard
- Mentha aquatica var. subdentata Jancic
- Mentha aquatica f. subhirsuta Topitz
- Mentha aquatica var. subintegrifolia Strail
- Mentha aquatica var. submersa Glück
- Mentha aquatica f. subriparia Topitz
- Mentha aquatica var. subsativa Fr.
- Mentha aquatica f. subsessilifolia Topitz
- Mentha aquatica var. subspicata (Weihe ex Fresen.) Benth.
- Mentha aquatica var. subthermalis (Trautm.) Soó
- Mentha aquatica f. tiroliensis Topitz
- Mentha aquatica var. tomentosa Sole
- Mentha aquatica f. trichophylla Topitz
- Mentha aquatica var. turrita Briq.
- Mentha aquatica f. uberrima Topitz
- Mentha aquatica f. udicola Pérard
- Mentha aquatica var. umbrosa (Opiz) Heinr.Braun ex Jancic
- Mentha aquatica f. valdelata Topitz
- Mentha aquatica var. verticicola Topitz
- Mentha aquatica f. virgata Wimm. & Grab.
- Mentha aquatica var. weiheana (Opiz) Fiori & Paol.
- Mentha aromatica Opiz ex Déségl.
- Mentha augusta Opiz ex Déségl.
- Mentha auneticensis Opiz
- Mentha aurita Weihe ex Fresen.
- Mentha avellinii Tod. ex Bertol.
- Mentha avellinii Tod. ex Lojac.
- Mentha brachiata Weihe ex Fresen.
- Mentha bugulifolia Weihe ex Fresen.
- Mentha calaminthifolia (Vis.) Heinr.Braun
- Mentha capitata Opiz
- Mentha cetica Heinr.Braun
- Mentha chaixii Strail
- Mentha cordata Jan ex Nyman
- Mentha crenatodentata Strail
- Mentha denticulata Strail
- Mentha deseglisei Malinv.
- Mentha dubia Chaix ex Vill.
- Mentha dumetorum var. natalensis Briq.
- Mentha dunensis Strail
- Mentha duriuscula Heinr.Braun & Topitz
- Mentha duriuscula (Heinr.Braun & Topitz) Trautm.
- Mentha elongata (Pérard) Heinr.Braun
- Mentha eriantha K.Koch
- Mentha glabra Colla
- Mentha glomerata Stokes
- Mentha grandidentata Strail
- Mentha hirsuta Huds.
- Mentha hirsuta var. aquatica Lej. & Courtois
- Mentha hirsuta var. latifolia Becker
- Mentha hirsuta var. legitima Becker
- Mentha hirsuta var. limosa Schur
- Mentha hirsuta var. lobeliana Becker
- Mentha hirsuta var. origanoides (Ten.) Nyman
- Mentha hirsuta var. purpurea Host ex Heinr.Braun
- Mentha hirsuta var. riparia (Schreb.) Becker
- Mentha hirsuta var. subspicata Becker
- Mentha hirta Caldas
- Mentha hybrida Aresch.
- Mentha hygrophila Topitz
- Mentha hystrix Heinr.Braun
- Mentha incisoserrata Strail
- Mentha intermedia Host
- Mentha × intricata Debeaux
- Mentha lateovata Strail
- Mentha latifolia Nolte ex Hornem.
- Mentha limicola Strail
- Mentha limnetes (Topitz) Trautm.
- Mentha limosa (Schur) Heinr.Braun
- Mentha littoralis Strail
- Mentha lloydii Boreau
- Mentha lloydii var. opaca Topitz
- Mentha lobeliana (Becker) Heinr.Braun
- Mentha macrocephala Strail
- Mentha macrophylla Waisb. ex Trautm.
- Mentha microcephala Strail
- Mentha nederheimensis Strail
- Mentha nepetifolia Lej.
- Mentha nigrescens Weihe ex Fresen.
- Mentha obliqua Raf.
- Mentha obtuseserrata Opiz ex Malinv.
- Mentha obtusifolia Opiz ex Déségl.
- Mentha origanoides Ten.
- Mentha origanoides Lej. ex Fingerh.
- Mentha ortmanniana Opiz
- Mentha ortmanniana var. minoriflora Borbás ex Heinr.Braun
- Mentha paludosa Sole
- Mentha palustris Mill.
- Mentha pedunculata (Pers.) Poir.
- Mentha pireana Strail
- Mentha polyanthetica (Topitz) Trautm.
- Mentha probabilis Schur
- Mentha purpurea Host
- Mentha pyrifolia Heinr.Braun
- Mentha pyrifolia A.Kern.
- Mentha ramosissima Strail
- Mentha ranina Opiz
- Mentha rauscheri Topitz
- Mentha riparia Schreb.
- Mentha riparia Lej. ex Malinv.
- Mentha riparia var. acuta (Opiz) Heinr.Braun
- Mentha riparia var. angustata Opiz ex Heinr.Braun
- Mentha riparia var. umbraticola Heinr.Braun
- Mentha riparia var. umbrosa (Opiz) Heinr.Braun
- Mentha rudaeana Opiz
- Mentha rudaeana var. ranina (Opiz) Heinr.Braun
- Mentha sativa Sm.
- Mentha × sativa subsp. paludosa (Sole) Nyman
- Mentha × sativa var. palustris (Mill.) Nyman
- Mentha × scordiastrum var. auneticensis (Opiz) Heinr.Braun
- Mentha soleana Strail
- Mentha stagnalis Topitz
- Mentha stagnalis (Topitz) Trautm.
- Mentha stolonifera Opiz
- Mentha × suavis var. avellinii (Tod. ex Bertol.) Nyman
- Mentha subspicata Weihe ex Fresen.
- Mentha subspicata f. bracteosa Pérard
- Mentha subspicata f. hirsuta Pérard
- Mentha subthermalis Trautm.
- Mentha tinantiana Lej. ex Malinv.
- Mentha trojana Heinr.Braun
- Mentha umbrosa Opiz
- Mentha urticifolia Ten.
- Mentha × verticillata var. paludosa (Sole) Rouy
- Mentha × verticillata var. riparia (Schreb.) Rouy
- Mentha × verticillata var. subspicata (Weihe ex Fresen.) Rouy
- Mentha viennensis Opiz
- Mentha weiheana Opiz
- Mentha weissenburgensis F.W.Schultz ex Nyman

Sinonimi dell'ibrido Mentha x piperita
- Mentha × adspersa Moench
- Mentha aquatica  var. citrata (Ehrh.) Fresen.
- Mentha aquatica f. piperita (L.) G.Mey.
- Mentha × balsamea Willd.
- Mentha × banatica Heinr.Braun
- Mentha × braousiana Pérard
- Mentha canescens  var. schultzii (Boutigny ex F.W.Schultz) Rouy
- Mentha × citrata Ehrh.
- Mentha × concinna Pérard
- Mentha × crispula Wender.
- Mentha × durandoana Malinv. ex Batt.
- Mentha × exaltata Heinr.Braun
- Mentha × fraseri Druce
- Mentha × glabra Bellardi ex Colla
- Mentha × glabrata Vahl
- Mentha × hercynica Röhl.
- Mentha × heuffelii Heinr.Braun
- Mentha × hircina J.Fraser
- Mentha × hircina Hull
- Mentha × hirtescens Heinr.Braun & Topitz
- Mentha × hortensis Ten.
- Mentha hortensis  var. citrata Ten.
- Mentha × hudsoniana Heinr.Braun
- Mentha × kahirina Forssk.
- Mentha × langii Geiger ex T.Nees
- Mentha × maximilianea  var. schultzii (Boutigny ex F.W.Schultz) Briq.
- Mentha × napolitana Ten.
- Mentha × nigricans Mill.
- Mentha × odora Salisb.
- Mentha × odorata Sole
- Mentha × officinalis Hull
- Mentha × pimentum Nees ex Bluff & Fingerh.
- Mentha piperita  var. balsamea (Willd.) Rouy
- Mentha × piperita  var. beckeri Briq.
- Mentha × piperita  var. braousiana (Pérard) Briq.
- Mentha × piperita  var. calophylla Briq.
- Mentha × piperita  var. calvifolia Briq.
- Mentha × piperita subsp. citrata (Ehrh.) Briq.
- Mentha × piperita  var. citrata (Ehrh.) Briq.
- Mentha piperita  var. citrata (Ehrh.) Briq.
- Mentha piperita subsp. citrata (Ehrh.) Briq.
- Mentha × piperita  var. crispula (Wender.) Heinr.Braun
- Mentha × piperita  var. durandoana (Malinv. ex Batt.) Briq.
- Mentha × piperita  var. globosiceps Briq.
- Mentha × piperita  var. hercynica (Röhl.) Briq.
- Mentha × piperita  var. heuffelii (Heinr.Braun) Topitz
- Mentha × piperita  var. hispidula Briq.
- Mentha × piperita  var. hudsoniana Heinr.Braun
- Mentha × piperita  var. langii (Geiger ex T.Nees) W.D.J.Koch
- Mentha × piperita  var. officinalis Sole
- Mentha × piperita  var. ouweneelii Lebeau & Lambinon
- Mentha × piperita  var. pennsylvanica Briq.
- Mentha × piperita  var. pimentum (Nees ex Bluff & Fingerh.) Nyman
- Mentha × piperita  var. piperoides (Malinv.) Rouy
- Mentha × piperita  var. poicila Topitz
- Mentha × piperita f. puberula Topitz
- Mentha × piperita f. rotundella Topitz
- Mentha × piperita  var. subhirsuta Benth.
- Mentha × piperoides Malinv.
- Mentha × schultzii Boutigny ex F.W.Schultz
- Mentha × suavis  var. schultzii (Boutigny ex F.W.Schultz) Briq.
- Mentha × tenuis Frank ex Benth.

Sinonimi dell'ibrido Mentha × dumetorum
- Mentha aquatica f. ayassei (Malinv.) Pérard
- Mentha aquatica var. brachystachya (Borbás) Nyman
- Mentha aquatica var. hungarica (Borbás) Nyman
- Mentha aquatica var. nepetoides (Lej.) K.Koch
- Mentha aquatica var. pannonica (Borbás ex Heinr.Braun) Topitz
- Mentha × ayassei Malinv.
- Mentha × brachystachya Borbás
- Mentha × brachystachya var. limnogena Heinr.Braun
- Mentha × braunii Oborny
- Mentha × carnuntiae Heinr.Braun
- Mentha × cinerea Holuby
- Mentha × dissimilis Déségl.
- Mentha × dumetorum  subsp. ayassei (Malinv.) Briq.
- Mentha × dumetorum var. ayassei (Malinv.) Briq.
- Mentha × dumetorum var. baumgartenii Prodán
- Mentha × dumetorum var. beiusensis Prodán
- Mentha × dumetorum var. brachystachya (Borbás) Topitz
- Mentha × dumetorum var. bradensis Prodán
- Mentha × dumetorum var. braunii (Oborny) Briq.
- Mentha × dumetorum var. carnuntiae (Heinr.Braun) Topitz
- Mentha × dumetorum var. cinerea Briq.
- Mentha × dumetorum var. dissimilis (Déségl.) Topitz
- Mentha × dumetorum var. dubia Prodán
- Mentha × dumetorum var. emiliae Prodán
- Mentha × dumetorum var. flagellifera Topitz
- Mentha × dumetorum var. glabriuscula Topitz
- Mentha × dumetorum var. grandifolia Briq.
- Mentha × dumetorum var. grantzowii Briq.
- Mentha × dumetorum var. grintescui Prodán
- Mentha × dumetorum var. griseoviridis Topitz
- Mentha × dumetorum f. halophila Topitz
- Mentha × dumetorum var. hirta (Willd.) Rouy
- Mentha × dumetorum var. koernickei Briq.
- Mentha × dumetorum var. kupcokiana Topitz
- Mentha × dumetorum var. limnogeton (Heinr.Braun) Topitz
- Mentha × dumetorum var. lugosiensis (Heinr.Braun) Topitz
- Mentha × dumetorum var. marchica Topitz
- Mentha × dumetorum var. melancholica Briq.
- Mentha × dumetorum f. muscogena Topitz
- Mentha × dumetorum var. natalensis Briq.
- Mentha × dumetorum var. nemorivaga (Heinr.Braun & Topitz) Topitz
- Mentha × dumetorum var. nepetoides (Lej.) Briq.
- Mentha × dumetorum var. nyaradyana Prodán
- Mentha × dumetorum f. oenipontana Topitz
- Mentha × dumetorum f. oxyprionota Topitz
- Mentha × dumetorum f. pannonica Topitz
- Mentha × dumetorum f. periopta Topitz
- Mentha × dumetorum f. poliotricha Topitz
- Mentha × dumetorum var. pseudolimosa Topitz
- Mentha × dumetorum var. pubescens (Willd.) Rouy
- Mentha × dumetorum var. questensis Topitz
- Mentha × dumetorum f. raridentata Prodán
- Mentha × dumetorum var. semiglabra Prodán
- Mentha × dumetorum var. semnoprepa Briq.
- Mentha × dumetorum var. sirmicola Topitz
- Mentha × dumetorum f. somloensis Topitz
- Mentha × dumetorum var. subglabra Briq.
- Mentha × dumetorum var. szeewaldi Prodán
- Mentha × dumetorum var. ulophylla Topitz
- Mentha × dumetorum var. viridior (Borbás) Topitz
- Mentha × flagellifera Borbás ex Heinr.Braun
- Mentha × grantzowii (Briq.) Trautm.
- Mentha × grintescui Prodán
- Mentha × hagenbachiana Heinr.Braun & Topitz
- Mentha × hirta Willd.
- Mentha × hirta var. nepetoides (Lej.) Heinr.Braun
- Mentha × hungarica Borbás
- Mentha intermedia Opiz
- Mentha × jenensis Heinr.Braun & Topitz
- Mentha × langii var. ayassei (Malinv.) Rouy
- Mentha × langii var. leucotricha Borbás ex Heinr.Braun
- Mentha × limnogeton Heinr.Braun
- Mentha × limnophila Heinr.Braun
- Mentha × lugosiensis Heinr.Braun
- Mentha × marchica Heinr.Braun
- Mentha × morii Heinr.Braun & Topitz
- Mentha × nemophila Heinr.Braun
- Mentha × nemorivaga Heinr.Braun & Topitz
- Mentha × nepetoides Lej.
- Mentha × nepetoides  subsp. ayassei (Malinv.) Briq.
- Mentha × nepetoides  subsp. stenodes Briq.
- Mentha × pannonica Borbás ex Heinr.Braun
- Mentha × peisonis Heinr.Braun
- Mentha × pubescens Willd.
- Mentha × pubescens var. pannonica Borbás
- Mentha × sphakophylla Heinr.Braun
- Mentha sylvestris var. hirta (Willd.) Nyman
- Mentha sylvestris  subsp. nepetoides (Lej.) Nyman
- Mentha sylvestris var. pubescens (Willd.) W.D.J.Koch
- Mentha × viridior Borbás

Sinonimi dell'ibrido Mentha' × maximilianea
- Mentha × amblardii Debeaux
- Mentha canescens var. duffourii Rouy
- Mentha canescens var. mauponii (Gadeceau) Rouy
- Mentha canescens var. maximilianea (F.W.Schultz) Rouy
- Mentha canescens var. suavis (Briq.) Rouy
- Mentha canescens var. weissenburgensis (F.W.Schultz) Rouy
- Mentha × lamiifolia Ten.
- Mentha × langii Steud. ex Hagenb.
- Mentha × mauponii Gadeceau
- Mentha × maximilianea var. baileyi (Briq.) Heinr.Braun
- Mentha × maximilianea subsp. baileyi Briq.
- Mentha × maximilianea f. duffortii Topitz
- Mentha × maximilianea var. exserta F.W.Schultz
- Mentha × maximilianea var. recedens F.W.Schultz
- Mentha × maximilianea var. suavis Briq.
- Mentha × maximilianea f. weissenburgensis (F.W.Schultz) Topitz
- Mentha × maximilianea var. weissenburgensis (F.W.Schultz) Heinr.Braun
- Mentha × maximilianea f. willkommii Topitz
- Mentha × rodriguezii Malinv.
- Mentha × suavis Guss.
- Mentha × suavis var. lamiifolia Nyman
- Mentha × suavis var. maximilianea (F.W.Schultz) Briq.
- Mentha × weissenburgensis F.W.Schultz

Sinonimi dell'ibrido Mentha × pyramidalis
- Mentha × glomerulata Jan ex Benth.
- Mentha hirsuta subsp. pyramidalis (Ten.) Nyman
- Mentha × reverchonii Briq.

### Specie simili
Le specie principali del genere Mentha, presenti sul territorio italiano, sono abbastanza simili. La tabella seguente mette a confronto alcuni dei caratteri più significativi di queste specie.
| Specie        | Massima altezza | Foglie (ancoraggio al fusto; forma della lamina; massima lunghezza) | Tipo infiorescenza                                                                                     | Struttura del calice |
| ------------- | --------------- | ------------------------------------------------------------------- | --- | -------------------- |
| M. aquatica   | 90 cm           | Picciolate; da ovali a lanceolate; 9 cm                             | Uno o due teste emisferiche senza foglie                                                               | Attinomorfa          |
| M. arvensis   | 40 cm           | Picciolate; largamente ovate; 5 cm                                  | Verticillastri alla base di una coppia di foglie molto più lunghe dell'infiorescenza                   | Attinomorfa          |
| M. longifolia | 100 cm          | Sessili; lanceolate; 9 cm                                           | Diverse infiorescenze ramose con teste allungate su steli verdi                                        | Attinomorfa          |
| M. pulegium   | 50 cm           | Picciolate; lanceolate-lineari; 2 cm                                | Diversi verticillastri subsferici alla base di una coppia di foglie poco più lunghe dell'infiorescenza | Più o meno bilabiata |
| M. spicata    | 100 cm          | Sessili; lanceolate e acute; 9 cm                                   | Diverse infiorescenze ramose con teste allungate su steli rossastri                                    | Attinomorfa          |
| M. suaveolens | 60 cm           | Sessili; da ovate a subrotonde; 4,5 cm                              | Diverse infiorescenze ramose con teste allungate e ravvicinate                                         | Attinomorfa          |

## Usi

### Farmacia
Secondo la medicina popolare questa pianta ha le seguenti proprietà medicamentose:
- antisettica (proprietà di impedire o rallentare lo sviluppo dei microbi);
- antispasmodica (attenua gli spasmi muscolari, e rilassa anche il sistema nervoso);
- astringente (limita la secrezione dei liquidi);
- carminativa (favorisce la fuoriuscita dei gas intestinali);
- colagoga (facilita la secrezione biliare verso l'intestino);
- diaforetica (agevola la traspirazione cutanea);
- emetica (utile in caso di avvelenamento in quanto provoca il vomito);
- stimolante (rinvigorisce e attiva il sistema nervoso e vascolare);
- tonica (rafforza l'organismo in generale);
- vasodilatattrice (espande i vasi sanguigni diminuendone la pressione).

### Cucina
Le parti edibili sono le foglie (crude o cotte) con le quali si può fare il the, oppure possono essere usate come condimento/spezie.

### Altro
Tra i vari ibridi quello più importante è "Mentha x piperita", pianta coltivata agli effetti della distillazione. Nelle coltivazioni si distinguono due varietà (o forme): (1) nera, pianta più rustica e redditizia dal colore verde scuro, steli rossastri e fiori violaceo-scuri e (2) bianca, le foglie non tendono al rossastro, i fiori sono biancastri e produce un distillato migliore.
La pianta inoltre ha la proprietà di respingere le mosche. In passato le foglie si spargevano nei granai per tenere lontani topi e ratti.